# Marçay (Indre-et-Loire)
Marçay is een gemeente in het Franse departement Indre-et-Loire (regio Centre-Val de Loire) en telt 448 inwoners (1999). De plaats maakt deel uit van het arrondissement Chinon.

## Geografie
De oppervlakte van Marçay bedraagt 21,9 km², de bevolkingsdichtheid is 20,5 inwoners per km².

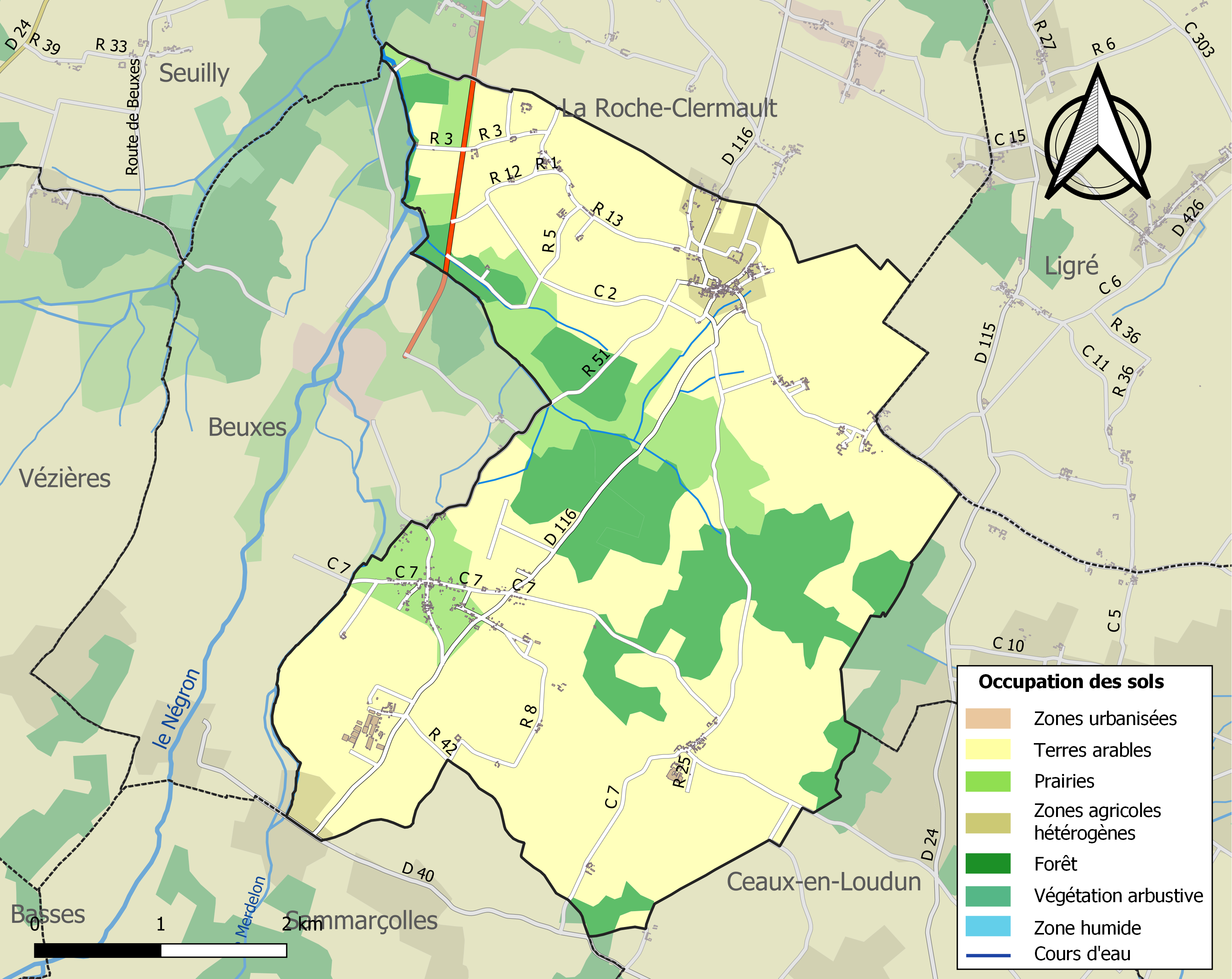
Kaart van de gemeente met de belangrijkste infrastructuur, bodemgebruik en omliggende gemeenten

## Demografie
Onderstaande figuur toont het verloop van het inwonertal (bron: INSEE-tellingen).